# Cal Gibert (Artés)
Cal Gibert és una obra del municipi d'Artés (Bages) inclosa en l'Inventari del Patrimoni Arquitectònic de Catalunya.

## Descripció
Es tracta d'una construcció popular —concretament, d'una casa entre mitgeres oberta a migdia— del carrer Ferrer i Solervicens. És un edifici de dos pisos d'alçària amb dos grans portals d'arc de mig punt adovellats, l'un d'ells rebaixat i avui tapat. Les obertures de la façana, formades per balcons i finestres, són relativament modernes i les de la part superior són asimètriques totalment.
Les caves estan situades als soterranis de la casa de cal Gibert o cal Posa (amb entrada pel carrer del Mig i pel carrer Dr. Ferrer). Es tracta de dues plantes situades a diferent nivell, on s'esdevenen tots els processos per a l'elaboració del cava. Aquest espai fou concebut, ja des d'un inici, per la utilitat que avui té. Manca d'obertures. Al sostre, té combinació de sostres plans i sostres amb voltes de canó. Es manté una temperatura estable, amb poques variacions. Al nivell inferior és on reposa el cava i on es troben els "pupitres". A sobre és on es treballa: s'hi fa el desgorjament, s'hi posa licor i es prepara l'ampolla per a ser comercialitzada.

## Història
L'any 1590 es documenta ja l'existència de la casa Posa al carrer Ample (avui Ferrer i Solervicens), l'any 1845 es va crear a la casa dels Posa una destil·leria d'aiguardent; i a començaments del segle XX —i a la mateixa casa, cognominada aleshores com ara Gibert— es començà a elaborar xampany o cava. Les seves caves foren les primeres del Bages especialitzades en l'elaboració de cava. L'any 1922 la indústria del xampany dels Posa-Gibert es mecanitzava amb la compra d'una màquina d'embotellar. Avui dia continuen en funcionament les caves i l'elaboració d'aquest producte sota la marca Gibert.